# De Herdgang
De Herdgang – kompleks boisk piłkarskich w Eindhoven (Holandia). Służy jako centrum treningowe dla piłkarzy PSV oraz zespołu rezerw.